# Amatérská fotografie

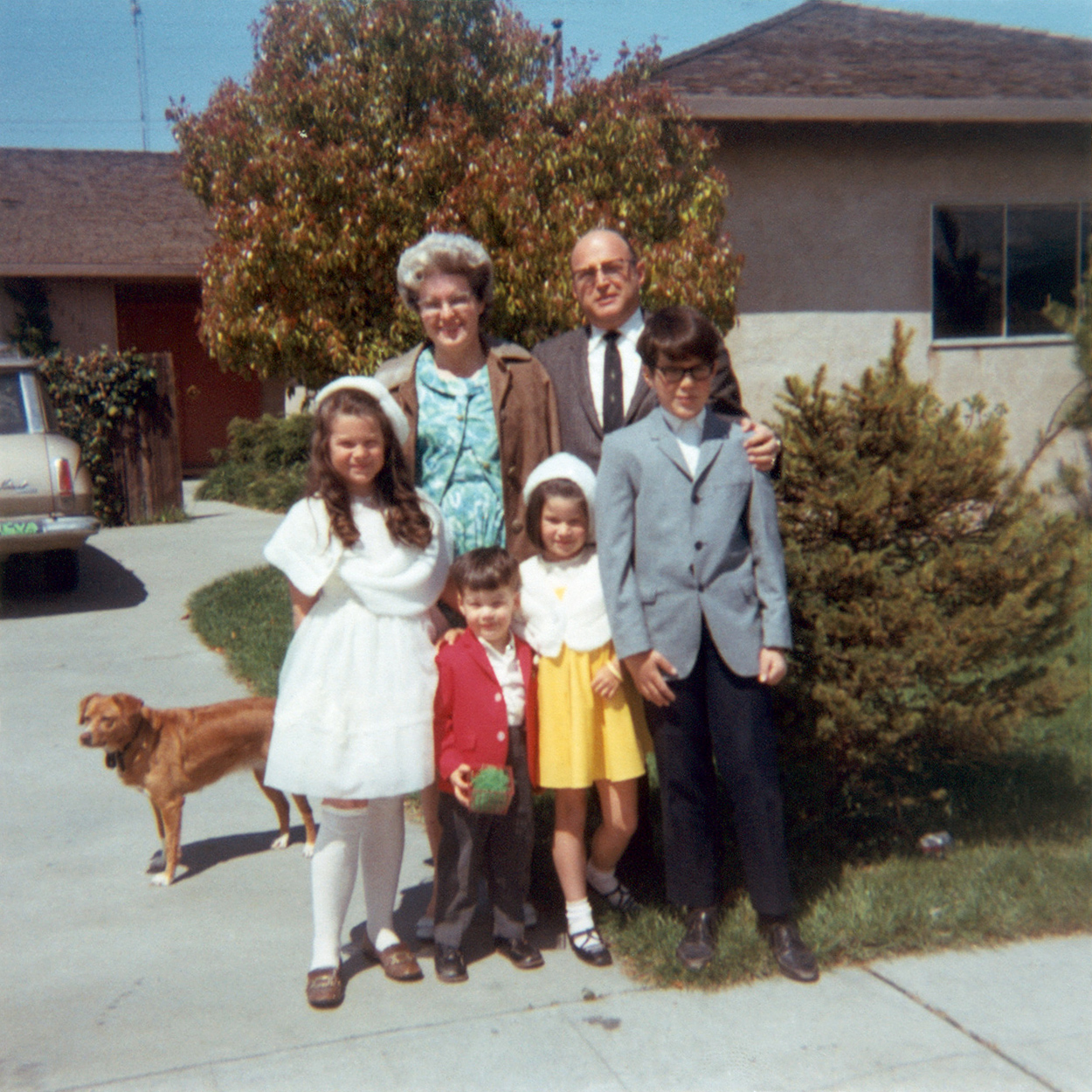
Amatérská skupinová rodinná fotografie

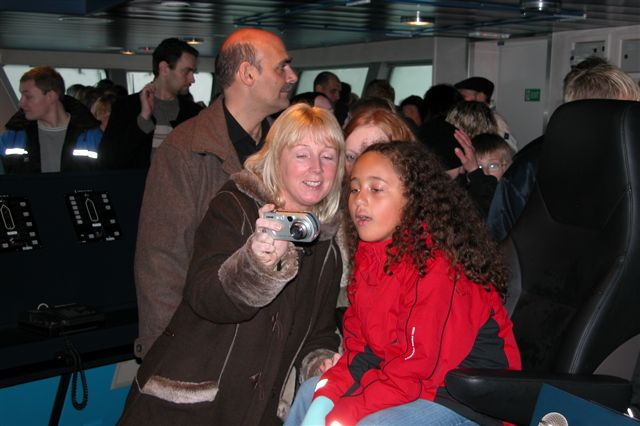
Amatérská fotografie amatérských fotografů

Amatérská fotografie, lidová fotografie, domácí fotografie nebo rodinná fotografie je fotografický žánr amatérů nebo neznámých fotografů, kteří zachycují každodenní život a všední předměty.

## Popis
Ačkoli je více známá definice tohoto žánru „lidový“, může být použit termín „domácí“ nebo „původní“. Při použití tohoto pojmenování ve vztahu k umění popisuje podobný význam těchto zpřesňujících definic Oxfordský slovník angličtiny jako: „zabývající se běžnými domácími a funkčními objekty a nikoli v podstatě monumentálními“. Dobré příklady lidové fotografie jsou z cestování, fotografie z dovolené, rodinné fotografie, fotografie přátel, portréty třídy, podobenky a fotografie z takzvaného boxu. Lidová fotografie jsou druhy „náhodného umění“ v tom, že jsou mnohdy „neúmyslně umělecké“ – výtvarné.
Úzce souvisí s fotografickým žánrem „nalezené fotografie“, který se v jistém smyslu vztahuje na odložené, nevyužité, nebo nepotřebné momentky nebo fotografie. Tyto se často nacházejí na bleších trzích, bazarech a secondhandech, v prodejích formou bazaru v soukromé garáži nebo na dvorku, výprodejích pozůstalosti, prodejích zabavených věcí, v kontejnerech a popelnicích, mezi stránkami knih nebo na ulicích a chodnících.
Využití lidové fotografie v umění je téměř stejně staré jako fotografie sama. Lidová fotografie se stala v posledních letech daleko běžnější jako výtvarná technika a je nyní široce přijímána jako jeden ze žánrů umělecké fotografie.
Lidová amatérská fotografie se stala oblíbenou u sběratelů umění a sběratelů takzvaných „nalezených“ fotografií.

## Historie
- Adriaan Boer (1875–1940) byl nizozemský piktorialistický fotograf a přední portrétista. Je považován za hlavního propagátora amatérské fotografie v Nizozemsku na počátku dvacátého století. V roce 1914 založil nakladatelství Focus a časopis se stejným názvem, který byl zaměřený na amatérskou fotografii.

## Galerie

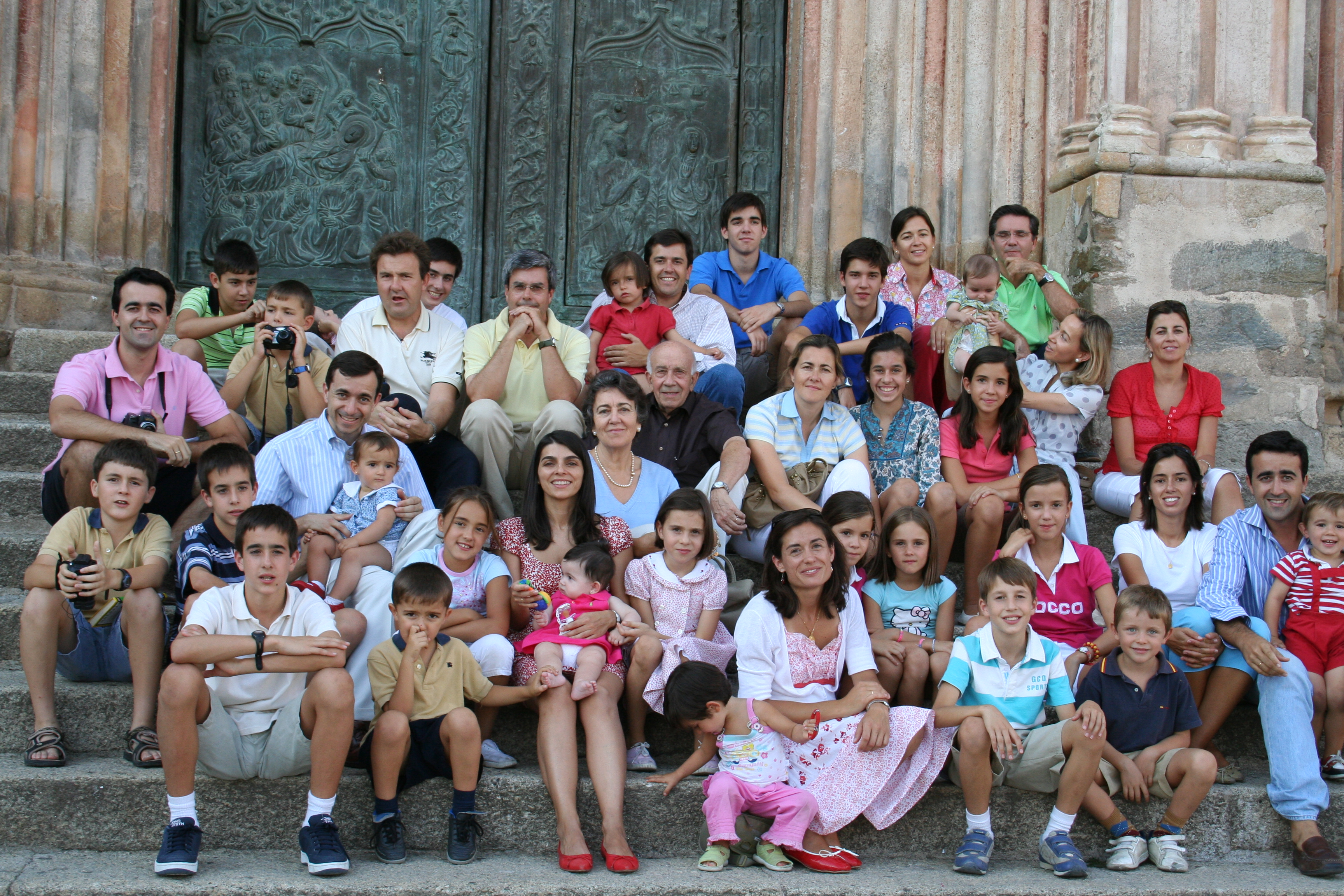
Rodinný skupinový portrét
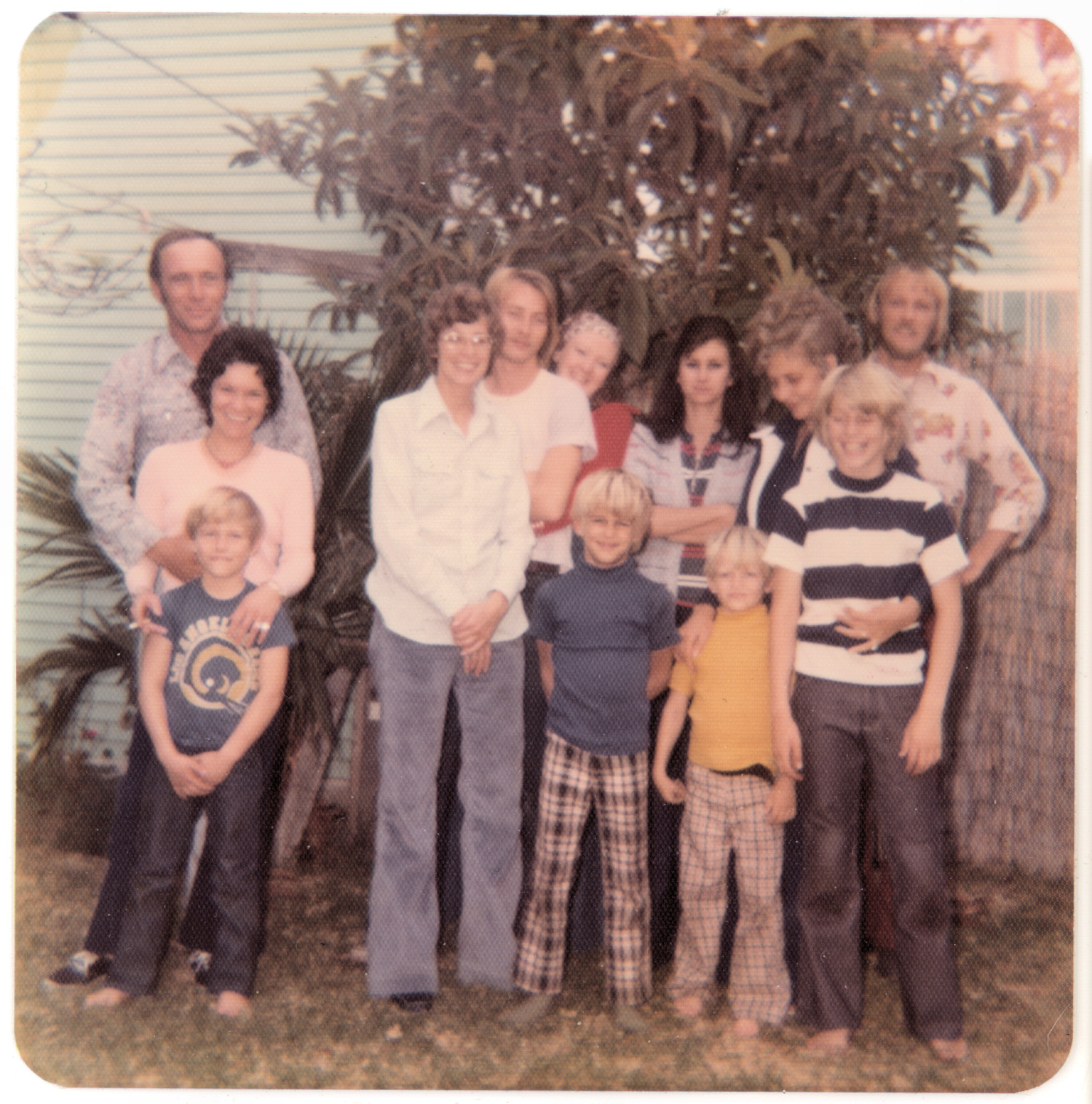
Rodina, 1975
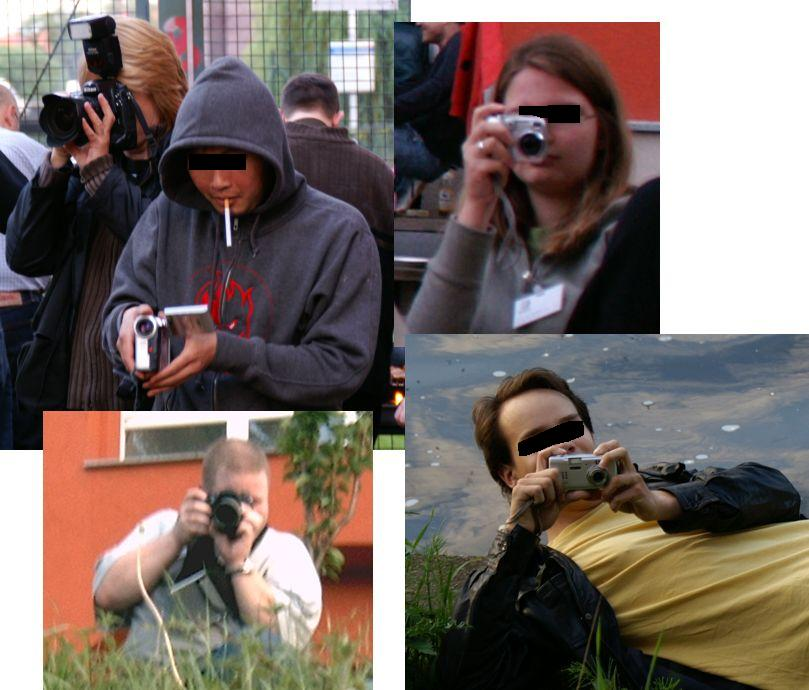
Amatérští fotografové
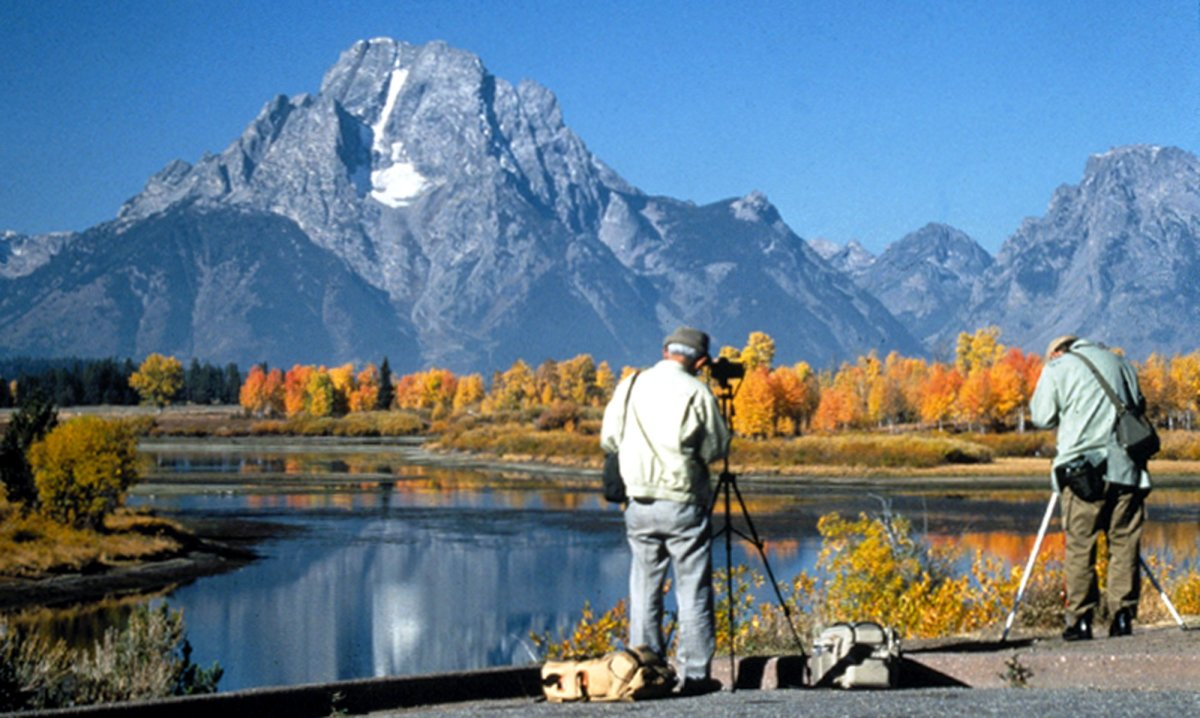
Skupinka amatérů při fotografování krajiny